# Casavatore
Casavatore ist eine Gemeinde mit 18.225 Einwohnern (Stand 31. Dezember 2023) in der Metropolitanstadt Neapel, Region Kampanien.
Die Nachbarorte von Casavatore sind Arzano, Casoria und die Großstadt Neapel.

## Bevölkerungsentwicklung
Casavatore zählt 5.993 Privathaushalte. Zwischen 1991 und 2001 sank die Einwohnerzahl von 20.869 auf 20.087. Dies entspricht einer prozentualen Abnahme um 3,7 %.